# 岩下由利子
岩下 由利子（いわした ゆりこ、1959年3月13日 - ）は、日本のトランポリン選手・指導者。東京都大田区出身。二松學舍大学附属高等学校、日本体育大学卒業。阪南大学トランポリン部監督。大阪トランポリンクラブ代表。

## 概要
1978年、日本選手権で初優勝。1980年、日本選手権で2回目の優勝。その後引退し、指導者に転身。大阪府の高速ガード下でトランポリン教室を主宰。門下には2004年アテネオリンピック日本代表の廣田遥・上山容弘などがいる。2004年のアテネオリンピックではトランポリン日本代表監督を務めた。